# Silnice II/386
Silnice II/386 je silnice II. třídy v Česku, která spojuje silnici I/43 u Kuřimi a Ostrovačice. Dosahuje délky 21 km.

## Vedení silnice
Okres Brno-venkov – Jihomoravský kraj
- vyústění z I/43
- Kuřim, zaústění do II/385
- Kuřim, vyústění z II/385
- Moravské Knínice
- Chudčice
- Veverská Bítýška

Okres Brno-město – Jihomoravský kraj
- křížení s II/384

Okres Brno-venkov – Jihomoravský kraj
- Nový Dvůr
- mimoúrovňové křížení s D1
- Ostrovačice, zaústění do II/602